# Campionati Nazionali Universitari 2013
La LXVII edizione dei Campionati Nazionali Universitari (CNU) si sono tenuti nel Lazio dal 16 maggio al 26 maggio del 2013, e sono stati organizzati dal CUS Cassino e dall' Università degli Studi di Cassino e del Lazio Meridionale.

## Impianti
15 sono stati gli impianti che hanno ospitato le varie discipline, di cui 14 nel Lazio (Cassino, Sora, Atina, Gaeta, Cervaro, Sant'Elia Fiumerapido e Piedimonte San Germano) e 1 in Campania (Sant'Angelo in Formis). Di seguito l'elenco delle strutture:
- Polo didattico "Osvaldo Soriano" - Atina: Judo - Taekwondo - Pallavolo F. - Calcio A 5 - Calcio a 11 - Arrampicata - Mtb - Trail Running.
- Palazzetto dello sport - Cassino: Pallacanestro.
- Stadio "Gino Salveti" - Cassino: Calcio - Mezza Maratona - Atletica.
- PalaSport - Cervaro: Pugilato - Scherma.
- Centro sportivo FIAT - Piedimonte San Germano: Karate - Rugby a 7 - Lotta M/F.
- Palestra campus Folcara - Cassino: Fitness - Allenamento.
- Palestra Liceo Scientifico "Gioacchino Pellecchia" - Cassino: Tennistavolo.
- Azzurra Sport Village - Cassino: Nuoto - Tennis.
- Palestra scuola media "Iaquaniello" - Sant'Elia Fiumerapido: Pallavolo - Allenamento.
- Campo tiro a volo - Sant'Angelo in Formis: Tiro a volo.
- Centro ippico - Atina: Equitazione.
- Arena spiaggia Serapo - Gaeta: Beach Rugby - Beach Tennis.
- Campo polivalente campus Folcara - Cassino: Calcio a 5 femminile.
- PalaGlobo "Polsinelli" - Sora: Pallavolo maschile.
- Stabilimento balneare Miramare - Gaeta: Beach Handball - Beach Volley.

## Discipline
10 sport individuali:
- Atletica leggera
- Jūdō
- Karate
- Lotta libera
- Scherma
- Tennis
- Tennistavolo
- Tiro a segno
- Tiro a volo
- Vela

7 sport a squadre:
- Beach volley
- Calcio
- Calcio a 5 (maschile)
- Pallacanestro (maschile)
- Pallavolo (maschile)
- Pallavolo (femminile)
- Rugby a 7

9 sport opzionali:
- Beach tennis
- Beach volley
- Calcio a 5 (femminile)
- Hockey su prato (a 7, misto)
- Lotta stile libero (Responsabile: Mario Cerrai)
- Pallacanestro (femminile)
- Pugilato (maschile)
- Ultimate frisbee
- Windsurf

## Medagliere
| CUS                                | O  | A  | B  | Totale |
| ---------------------------------- | -- | -- | -- | ------ |
| CUS Torino                         | 16 | 12 | 11 | 39     |
| CUS Milano                         | 14 | 11 | 16 | 41     |
| CUS Chieti                         | 6  | 3  | 2  | 11     |
| CUS Parma                          | 5  | 4  | 6  | 15     |
| CUS Roma Tor Vergata               | 5  | 4  | 2  | 11     |
| CUS Foro Italico                   | 5  | 2  | 11 | 18     |
| CUS Bologna                        | 4  | 5  | 3  | 12     |
| CUS Roma                           | 4  | 2  | 3  | 9      |
| CUS Cassino                        | 4  | 0  | 1  | 5      |
| CUS Pisa                           | 3  | 2  | 4  | 9      |
| CUS Udine                          | 3  | 1  | 1  | 5      |
| CUS Bari                           | 2  | 5  | 3  | 10     |
| CUS Napoli                         | 2  | 4  | 6  | 12     |
| CUS Padova                         | 2  | 4  | 5  | 11     |
| CUS Genova                         | 2  | 2  | 4  | 8      |
| CUS Bergamo                        | 2  | 2  | 1  | 5      |
| CUS Roma Tre                       | 2  | 1  | 1  | 4      |
| CUS Modena                         | 2  | 1  | 0  | 3      |
| CUS Piemonte Orientale             | 2  | 1  | 0  | 3      |
| CUS Pavia                          | 2  | 0  | 4  | 6      |
| CUS Firenze                        | 1  | 3  | 2  | 6      |
| CUS Perugia                        | 1  | 2  | 5  | 8      |
| CUS Siena                          | 1  | 2  | 3  | 6      |
| CUS Camerino                       | 1  | 2  | 1  | 4      |
| CUS Catania                        | 1  | 2  | 1  | 4      |
| CUS Trieste                        | 1  | 1  | 1  | 3      |
| CUS Urbino                         | 1  | 1  | 0  | 2      |
| CUS Caserta                        | 1  | 0  | 4  | 5      |
| CUS Brescia                        | 1  | 0  | 1  | 2      |
| CUS L'Aquila                       | 1  | 0  | 1  | 2      |
| CUS Sassari                        | 1  | 0  | 1  | 2      |
| CUS Benevento                      | 1  | 0  | 0  | 1      |
| CUS Trento                         | 1  | 0  | 0  | 1      |
| CUS Viterbo                        | 1  | 0  | 0  | 1      |
| CUS Foggia                         | 0  | 3  | 2  | 5      |
| CUS Cosenza                        | 0  | 2  | 7  | 9      |
| CUS dei Laghi                      | 0  | 2  | 0  | 2      |
| CUS Ancona                         | 0  | 1  | 5  | 6      |
| CUS Salerno                        | 0  | 1  | 3  | 4      |
| CUS Cagliari                       | 0  | 1  | 1  | 2      |
| CUS Macerata                       | 0  | 1  | 0  | 1      |
| CUS Ferrara                        | 0  | 0  | 2  | 2      |
| CUS Palermo                        | 0  | 0  | 2  | 2      |
| CUS Lecce                          | 0  | 0  | 1  | 1      |
| CUS Messina                        | 0  | 0  | 1  | 1      |
| CUS Venezia                        | 0  | 0  | 1  | 1      |
| CUS Catanzaro                      | 0  | 0  | 0  | 0      |
| CUS Kore Enna                      | 0  | 0  | 0  | 0      |
| CUS Molise                         | 0  | 0  | 0  | 0      |
| CUS Potenza                        | 0  | 0  | 0  | 0      |
| CUS Reggio Calabria                | 0  | 0  | 0  | 0      |
| Università telematica San Raffaele | 0  | 0  | 0  | 0      |
| CUS Teramo                         | 0  | 0  | 0  | 0      |
| CUS Verona                         | 0  | 0  | 0  | 0      |

## I numeri dell'evento
- CUS aderenti: 49;
- Partecipanti: circa 6000 (atleti, tecnici, accompagnatori, ecc.);
- Discipline sportive: 20-22;
- Trasporti: circa 1000 transfer (con 4 bus da 50 posti, 20 minibus, 30 autovetture e 30 scooter);
- Copertura sanitaria: 20 medici sui diversi campi di gara distribuiti nelle tre sedi;
- Premiazioni: 300 coppe, oltre 500 medaglie d'oro e d'argento, oltre 700 medaglie di bronzo;
- Operatori: circa 500 persone.